# Xian d'Emin
Cette page contient des caractères spéciaux ou non latins. S’ils s’affichent mal (▯, ?, etc.), consultez la page d’aide Unicode.
Le xian d'Emin (chinois : 额敏县 ; pinyin : émǐn xiàn ; kazakh : ءدوربىلجىن اۋدانى ; ouïghour : دۆربىلجىن ناھىيىسى / Dörbilcin Nahiyisi) est un district administratif de la région autonome du Xinjiang en Chine. Il est placé sous la juridiction de la préfecture de Tacheng.
Elle tire son nom de la rivière Emin (ou Emil en kazakh), à cheval sur ce Xian et sur le Kazakhstan.

## Démographie
La population du district était de 182 836 habitants en 1999.